# ۹۱۶ (فیلم)
«۹۱۶» (انگلیسی: 916 (film)) فیلمی در ژانر درام به کارگردانی ام. موهانان است که در سال ۲۰۱۲ منتشر شد.